# Oceania (film)
Oceania (Moana) è un film d'animazione del 2016 diretto da Ron Clements e John Musker; prodotto da Walt Disney Animation Studios e distribuito da Walt Disney Studios Motion Pictures.
Il film è il 56º Classico Disney. Approdato nei cinema statunitensi il 23 novembre 2016, mentre in Italia è uscito il 22 dicembre, ha ottenuto dei consensi positivi, ricevendo numerose candidature, due agli Oscar 2017 per il miglior film d'animazione e miglior canzone.
La trama, seppur originale, prende molta ispirazione dai miti polinesiani (in particolare dalle leggende sul semidio Maui). Insieme a Zootropolis ha segnato la settima volta che due classici Disney sono stati distribuiti nello stesso anno.
Il titolo originale del film (Moana) è stato cambiato in alcuni paesi in Vaiana o (come nella versione italiana) Oceania, per evitare riferimenti all'attrice pornografica Moana Pozzi, così come il nome della protagonista Vaiana Waialiki (Moana Waialiki).

## Trama
In principio c'era solo l'Oceano, finché non emerse l'isola madre Te Fiti. Il suo cuore, una piccola pietra verde, aveva il più grande potere magico mai conosciuto: creare la vita. Con il tempo però, in molti cominciarono a bramare l'enorme potere del cuore di Te Fiti, finché un giorno il semidio e mutaforma Maui attraversò l'oceano per rubarle il cuore, con lo scopo di donarlo all'umanità, affinché anche gli umani ottenessero il potere di creare la vita. Tuttavia, non appena Maui rubò il cuore, l'oscurità cominciò ad espandersi per l'oceano e lo stesso Maui, durante la sua fuga, fu costretto a scontrarsi con un demone di lava, Te Kā, anche egli desideroso di ottenere il cuore. Durante lo scontro, però, Maui perse sia il cuore che il suo amo, un dono degli dei che gli permetteva le sue trasformazioni e le sue magie, e scomparve misteriosamente.
Mille anni dopo, la piccola Vaiana Waialiki, figlia ed erede del capo della piccola isola polinesiana di Motunui, viene scelta dall'Oceano stesso per ripristinare il cuore della dea: la piccola ha infatti aiutato una piccola tartaruga a tornare in mare. Crescendo, suo padre Tui le insegna che l'isola ha tutto ciò di cui necessita il suo popolo; anni dopo, purtroppo, i pesci cominciano a scarseggiare e la vegetazione a marcire; a quel punto Vaiana (ormai adolescente e prossima alla nomina di capo) propone al padre di superare il reef per trovare più pesce, ma Tui, memore di una brutta esperienza in cui morì il suo migliore amico, respinge duramente questa proposta, e proibisce a chiunque di navigarvi oltre. Tala, nonna paterna di Vaiana e "matta del villaggio", mostra così alla nipote una grotta segreta nascosta dietro ad una cascata, dove Vaiana rinviene vecchi relitti di barche che suggeriscono un passato in cui gli antenati degli isolani erano navigatori. Tala consegna così alla nipote il cuore di Te Fiti, conservato sin dal momento in cui Vaiana venne scelta dall'Oceano, e le spiega che l'oscurità liberata da Maui prima scatenò i mostri e l'Oceano e ora sta cominciando a consumare anche la loro isola. Poco dopo, Tala viene colta da un malore e, prima di morire, sussurra alla nipote di partire alla ricerca di Maui, seguendo una costellazione a forma di amo.
Vaiana parte così in compagnia del pollo domestico HeiHei, ma l'imbarcazione viene travolta da un tifone. La mattina seguente, Vaiana si risveglia sull'isola abitata da Maui il quale, rimasto intrappolato per 1000 anni e privato dei poteri del suo amo, non può scappare: Maui cerca di intrappolarla in una caverna per appropriarsi della sua barca ed andare così alla ricerca del suo amo da pesca; Vaiana fugge dalla caverna e prova a convincere Maui a restituire il cuore, ricevendo un netto rifiuto, dato che questo teme che il potere della pietra possa attirare creature oscure. Infatti, poco dopo compaiono i Kakamora, piccoli pirati assassini rivestiti da noci di cocco, i quali assalgono la barca e rubano il cuore, nel frattempo ingoiato da HeiHei, che viene prontamente recuperato; la ragazza e il semidio riescono dunque a scappare dalla gigantesca nave dei pirati.
Maui acconsente a ripristinare il cuore di Te Fiti, ma solo dopo aver ritrovato il suo amo da pesca a Lalotai, il Regno dei Mostri, dove viene conservato da Tamatoa, un gigantesco granchio dalla corazza che colleziona oggetti preziosi. Dopo aver ingannato Tamatoa ed aver riottenuto l'amo da pesca, il viaggio prosegue con Maui che insegna a Vaiana a salpare e navigare seguendo le stelle. Vaiana chiede a Maui cosa intendesse dire Tamatoa riguardo ad un suo drammatico passato; Maui non intende parlarne, ma infine ammette di essere nato umano, che i suoi genitori non lo volevano e lo gettarono in mare (fatto rappresentato in un tatuaggio che tiene sempre coperto con i capelli), e che venne salvato e divenne un semidio grazie all'intervento degli Dei: Vaiana comprende che questo è il motivo per cui ha sempre cercato di accontentare gli esseri umani (alzando il cielo, donando il fuoco, rallentando il sole, imprigionando i venti, creando le palme, creando le terre e quindi distinguendole dal mare e così via).
Una volta arrivati presso Te Fiti, vengono attaccati da Te Kā. Maui viene sopraffatto, e il mostro danneggia gravemente il suo amo da pesca, scagliando la barca lontano. Adirato dal fatto che combattere nuovamente contro Te Kā potrebbe significare la distruzione del suo amo da pesca, Maui abbandona Vaiana, dicendole che con lei l'Oceano ha sbagliato persona. Sconvolta, Vaiana implora l'Oceano di riprendersi il cuore e scegliere un'altra persona per restituirlo a Te Fiti. Lo spirito di Tala (reincarnatasi in una manta) e dei suoi antenati incoraggiano Vaiana, la quale torna da Te Fiti. Maui, pentitosi, decide di tornare per distrarre Te Kā, nonostante sappia che l'amo da pesca verrà distrutto nella battaglia. Giunta sulla cima di Te Fiti, Vaiana, incredula, scopre che l'isola non c'è più, e che di lei è rimasta solo l'impronta. Osservando da lontano nota un segno circolare sul petto di Te Kā. Vaiana si rende conto infine che Te Kā altri non è che Te Fiti stessa che senza più il suo cuore è stata avvolta dall'oscurità e infine impazzita.
Vaiana chiede quindi all'Oceano di creare un passaggio affinché Te Kā possa avvicinarsi a lei, poi canta una canzone chiedendo a Te Kā di ricordarsi chi sia veramente. Il demone di fuoco si calma al canto di Vaiana permettendole così di restituirle il cuore e Te Fiti riacquista la sua forma originaria. La dea inizia subito a far ricrescere la vita e la vegetazione consumate dalla rovina. Maui è dispiaciuto per quello che ha fatto chiedendo perdono a Te Fiti per averle rubato il cuore. La dea, in segno di gratitudine, dona una nuova barca a Vaiana e un nuovo magico amo da pesca a Maui, prima di ritrasformarsi in un'isola tornando a dormire. Infine, sul corpo di Maui compare un nuovo tatuaggio raffigurante Vaiana navigatrice. Una volta tornata a Motunui, Vaiana fa sì che gli abitanti dell'isola si riapproprino del loro passato, ricominciando a viaggiare e salpare alla ricerca di nuove isole, accompagnati da Maui (trasformatosi in un falco) e da Tala (in forma di manta).
Nella scena dopo i titoli di coda, si vede Tamatoa ancora capovolto dopo la fuga di Vaiana e Maui che canta tristemente, dopodiché rompe la quarta parete rivolgendosi al pubblico affermando che se si fosse chiamato Sebastian e avesse parlato con un accento giamaicano, la gente avrebbe fatto a gara per aiutarlo (evidente allusione al personaggio Sebastian del Classico Disney del 1989 La sirenetta)

## Personaggi
- Vaiana Waialiki (Moana Waialiki): è la coraggiosa e determinata protagonista del film, ha 16 anni e vive in un'isola del Pacifico meridionale con i genitori, il cui padre è capo del villaggio, e la nonna paterna. Ispirata dalle storie affascinanti che quest'ultima è solita raccontarle, Vaiana vuole scoprire perché la sua gente ha smesso di esplorare il mondo al di là della barriera corallina del loro villaggio. In molte lingue polinesiane Moana, nome originale del personaggio, significa oceano, mentre Vaiana in tahitiano significa acqua di grotta. La giovane manifesta infatti un inspiegabile legame con l'oceano e con tutte le sue creature marine. È doppiata in inglese da Auli'i Cravalho e Louise Bush (da bambina) e in italiano da Emanuela Ionica (dialoghi), Chiara Grispo (canto) e Sophie Giuliani (da bambina).
- Maui: è il co-protagonista del film, un semidio del vento e del mare dotato di capacità mutaforma; possiede un gigantesco amo da pesca ed ha il corpo coperto da tatuaggi animati, in particolare un mini se stesso che agisce come una coscienza. Esibizionista, arrogante ed egocentrico, pur sentendosi "incompleto" dato che non è completamente né un dio né un umano, egli prova piacere nel mettere in mostra le sue abilità divine. È doppiato in inglese da Dwayne Johnson e in italiano da Fabrizio Vidale.
- Capo Tui Waialiki: è il capo di un villaggio polinesiano dell'isola di Motunui ed è l'iperprotettivo e saggio padre di Vaiana. È doppiato in inglese da Temuera Morrison (dialoghi) e Christopher Jackson e in italiano da Roberto Pedicini.
- Sina: è la brillante e solidale madre di Vaiana. È doppiata in inglese da Nicole Scherzinger e in italiano da Micaela Incitti.
- Nonna Tala: è l'anziana nonna paterna di Vaiana, con cui ha uno stretto legame e con cui condivide la sua passione per l'oceano. È doppiata in inglese da Rachel House e in italiano da Angela Finocchiaro.
- Pua: è un maialino vietnamita, è il migliore amico di Vaiana.
- HeiHei: è un gallo un po' svampito che da passeggero clandestino si unisce al viaggio di esplorazione dei protagonisti. È doppiato da Alan Tudyk.
- Tamatoa: è un egocentrico e narcisista granchio del cocco di 15 metri, proveniente da Lalotai, il Regno dei Mostri. Estremamente vanitoso e con un cupo senso dell'umorismo. Tamatoa e Maui erano amici, sino a quando quest'ultimo gli strappò un arto. Quando Maui perde in mare il suo amo da pesca, Tamatoa lo recupera e lo utilizza per abbellire il suo guscio. Compare anche in una breve scena dopo i titoli di coda. È doppiato in inglese da Jemaine Clement e in italiano da Raphael Gualazzi.
- Te Fiti: è la divinità artefice di tutta la vita nelle Isole del Pacifico, a cui Maui ruba il prezioso cuore.
- Te Kā: è l'antagonista principale del film, una terribile e mostruosa creatura di lava ispirata a Pele, la divinità del fuoco e dei vulcani nella mitologia hawaiana. Si rivelerà essere Te Fiti che, straziata per la perdita del cuore, rivela il suo aspetto distruttore.
- Kakamora: sono dei piccoli e agguerriti pirati-guerrieri rivestiti da noci di cocco sulle quali sono disegnate delle facce spaventose, e dalle quali spuntano braccia e gambe. Sono muti e comunicano battendo il tempo su delle noci di cocco.

## Produzione
Dopo aver diretto La principessa e il ranocchio (2009), Ron Clements e John Musker cominciarono a lavorare su un adattamento di Morty l'apprendista di Terry Pratchett, ma a causa di problemi con i diritti del romanzo il progetto non vide la luce. Nel 2011 i due registi cominciarono a sviluppare un nuovo film basato su un'idea originale. Nel 2012 Clements e Musker si recarono alle Figi, a Samoa e a Tahiti per apprendere di più sulla cultura polinesiana per il film. Don Hall e Chris Williams sono co-registi del film.
Oceania è il primo film diretto da Clements e Musker ad essere interamente animato al computer, con l'eccezione dei tatuaggi animati di Maui, realizzati con la tecnica di animazione tradizionale e animati da Eric Goldberg.
Taika Waititi ha scritto la prima sceneggiatura del film. La sceneggiatura venne poi rimaneggiata più volte da Pamela Ribon, Aaron Kandell, Jordan Kandell e Jared Bush.

## Colonna sonora

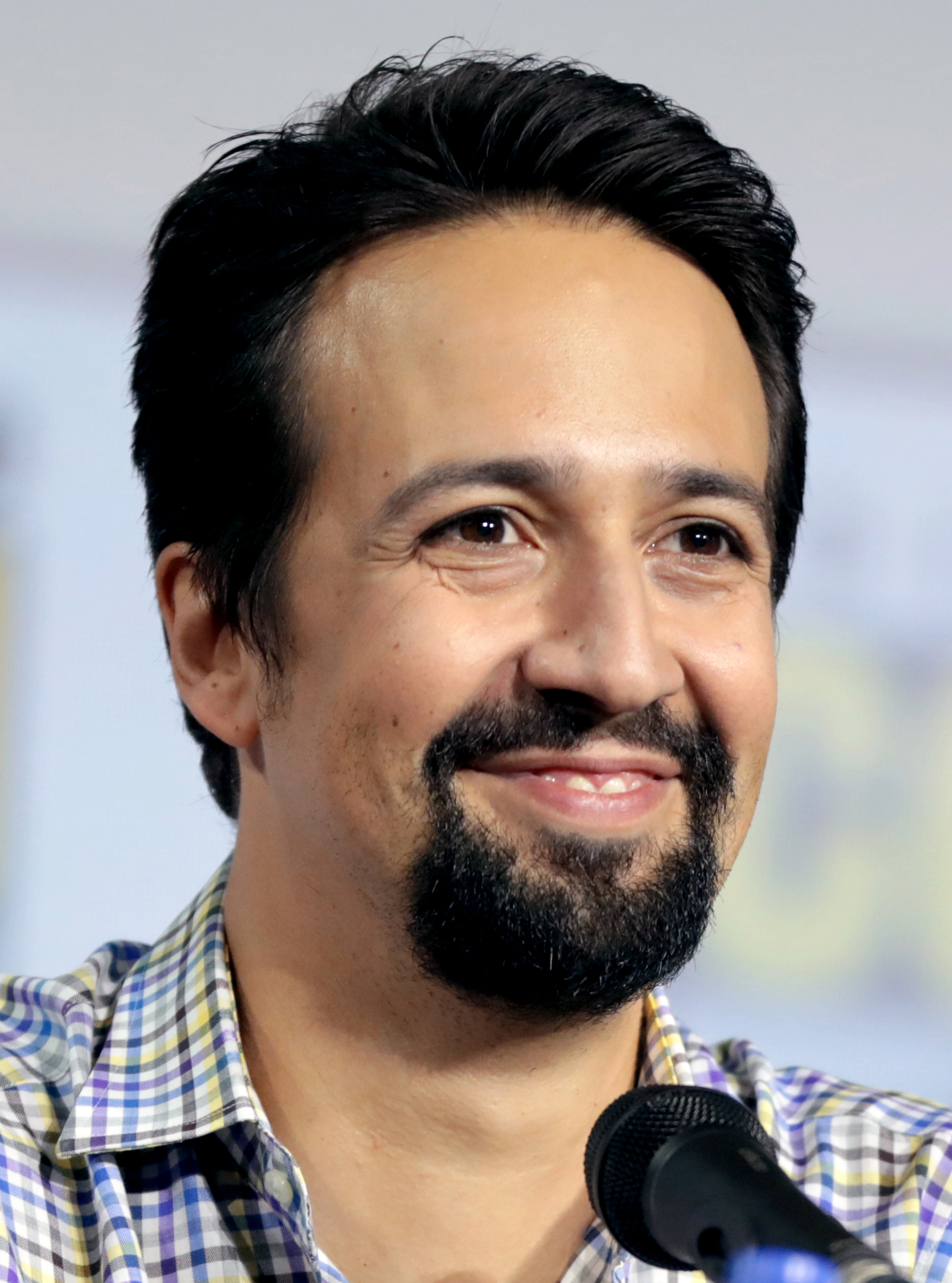
Lin-Manuel Miranda compositore delle musiche per il film

La colonna sonora del film è composta da Mark Mancina. Sull'onda del successo riscosso con il suo musical di Broadway Hamilton, Lin-Manuel Miranda viene incaricato di comporre le musiche per il film, assieme al musicista samoano Opetaia Foa'i. La colonna sonora originale è stata distribuita dalla Walt Disney Records il 18 novembre 2016 mentre in italiano, con testi adattati da Lorena Brancucci, è uscita il 16 dicembre, con la partecipazione di Sergio Sylvestre e Rocco Hunt quali esecutori della canzone Prego, versione italiana di You're Welcome (interpretata nella versione originale da Jordan Fisher e Lin-Manuel Miranda, e adattata in italiano da Rocco Hunt), presente nei titoli di coda del film. Chiara Grispo interpreta le canzoni della protagonista Vaiana, mentre Luca Velletri e Daniele Vit cantano La strada di casa, versione italiana di We Know The Way.

### Edizione Italiana
Di seguito i titoli adattati nella versione italiana del film:
- Ogni mio passo – Angela Finocchiaro, Chiara Grispo, Micaela Incitti, Roberto Pedicini ed Elisa Rinaldi
- Oltre l’orizzonte – Chiara Grispo
- La strada di casa – Luca Velletri, Daniele Vit ed Opetaia Foa'i
- Oltre l’orizzonte (Reprise) – Chiara Grispo
- Tranquilla! – Fabrizio Vidale
- Lo splendente Tamatoa – Raphael Gualazzi, Nicola Gargaglia ed Ermavilo
- Io sono Vaiana – Angela Finocchiaro e Chiara Grispo
- Tu sai chi sei – Chiara Grispo, Vai Mahina, Olivia Foa'i, Opetaia Foa'i e Matthew Ineleo
- La strada di casa (Finale) – Luca Velletri, Daniele Vit ed Opetaia Foa'i
- Prego (versione dei titoli di coda) – Sergio Sylvestre e Rocco Hunt

## Promozione
Il 2 gennaio 2016 Disney Channel ha trasmesso un breve filmato promozionale in cui si presentano e mostrano i protagonisti insieme ai rispettivi doppiatori originali.
Il primo teaser trailer in inglese è stato distribuito online il 12 giugno 2016, e pubblicato il giorno dopo in lingua italiana. Il 15 settembre 2016 esce il trailer ufficiale in lingua inglese, seguìto il 29 settembre da quello italiano.

## Distribuzione
In diversi paesi europei il titolo del film e il nome della protagonista sono stati modificati in Vaiana; la spiegazione ufficiale è stata che, in alcune nazioni, Moana sarebbe inutilizzabile in quanto marchio registrato. Alcune testate giornalistiche hanno però ipotizzato che, in Italia, il titolo del film sia stato modificato in Oceania allo scopo di evitare possibili rimandi all'attrice pornografica Moana Pozzi.

### Edizioni estere
Il 25 ottobre 2016, ad una conferenza stampa tenutasi a Papeete, è stato annunciato che la Disney Character Voices International, sotto suggerimento di Hinano Murphy, fondatrice e direttrice del Te Pu Atiti'a Center, avrebbe prodotto uno speciale doppiaggio in tahitiano per il film. Oceania è stato il primo film a venire doppiato in questa lingua, ma si tratta del secondo caso in cui la Disney produce un doppiaggio dedicato alla cultura di appartenenza del film: per Il re leone, i registi del film andarono in Sudafrica per selezionare un cast che doppiasse il film in zulu.
A seguito del successo del film e sulla scia della versione tahitiana, nel giugno 2017 è stata annunciata la realizzazione di un doppiaggio in lingua māori, diretto dall'attrice neozelandese Rachel House, doppiatrice originale di nonna Tala, che ha ripreso il proprio ruolo nella nuova versione, insieme a Jemaine Clement (Tamatoa), Temuera Morrison (Tui) e Oscar Kightley (pescatore). Il doppiaggio ha avuto la sua première ad Auckland in occasione della Te Wiki o te Reo Māori ("settimana della lingua māori"). Nel novembre dello stesso anno, è stato annunciato un terzo doppiaggio speciale, questa volta in hawaiiano, nel quale Auliʻi Cravalho e Nicole Scherzinger, doppiatrici originali rispettivamente della protagonista e di sua madre, avrebbero ripreso i loro ruoli. La versione hawaiiana è stata proiettata per la prima volta il 10 giugno 2018 al resort Ko Olina, in occasione della Giornata mondiale degli oceani.

### Doppiaggio italiano
La direzione del doppiaggio e i dialoghi italiani sono a cura di Fiamma Izzo, per conto della PumaisDue srl. L'adattamento delle canzoni è opera di Lorena Brancucci (la canzone "Prego" è di Rocco Hunt), mentre la direzione musicale è affidata a Ermavilo e Virginia Tatoli.
Tale edizione incluse la partecipazione di Angela Finocchiaro e Raphael Gualazzi nei ruoli di nonna Tala Waialiki e Tamatoa.

## Accoglienza

### Incassi
Il film ha incassato 248757044 $ in Nord America e 394575423 $ nel resto del mondo, per un totale di 643332467 $.

### Critica
Su Rotten Tomatoes il film ha indice di gradimento del 95% basato su 288 recensioni, con un voto medio di 7.9 su 10 e un giudizio riassuntivo che recita: «Con un personaggio di carattere tridimensionale così come la sua lussureggiante animazione e una storia che aggiunge profondità alla formula sperimentata da Disney, Oceania è veramente un'avventura familiare per tutte le età». Su Metacritic ha un voto medio di 81 su 100 basato su 44 pareri professionali.

## Riconoscimenti
- 2017 – Premio Oscar[43]
  - Candidatura al miglior film d'animazione
  - Candidatura al migliore canzone originale per How Far I'll Go
- 2017 – Annie Awards[44]
  - Migliori effetti animati in un film d'animazione
  - Miglior voce in un film d'animazione (pari merito con Zootropolis)
- 2017 – BAFTA[45]
  - Candidatura al miglior film d'animazione
- 2017 – Golden Globe[46]
  - Candidatura al miglior film d'animazione
  - Candidatura al migliore canzone originale per How Far I'll Go
- 2017 – Visual Effects Society[47]
  - Migliore simulazione degli effetti
  - Miglior ambiente creativo in un film d'animazione

## Casi mediatici
Il film è stato criticato per il fatto di perpetuare degli stereotipi sul popolo polinesiano, in quanto Maui, il grande eroe della mitologia polinesiana, viene raffigurato come affetto da obesità e per aver immesso sul mercato (e in seguito prontamente ritirato) dei costumi ispirati al personaggio, giudicati colpevoli di insensibilità culturale, poiché raffiguranti la pelle scura e i sacri tatuaggi delle tradizioni dei popoli del Pacifico.

## Sequel
Nel dicembre 2020 Jennifer Lee, direttrice creativa dei Walt Disney Animation Studios, ha annunciato che nel 2024 sarebbe uscita su Disney+ una serie animata basata sul film. Il 7 febbraio 2024 l’AD della Disney Bob Iger ha reso noto che la serie è stata rielaborata come un film sequel, intitolato Oceania 2 (Moana 2); il teaser trailer è stato pubblicato il giorno successivo, la sua data di uscita nei cinema americani è avvenuta il 27 novembre 2024.

## Remake live-action
Il 4 aprile 2023, Dwayne Johnson, doppiatore di Maui, ha annunciato che è in produzione un remake in live-action del film, in cui lui interpreterà il suo stesso personaggio. La Disney ha annunciato la data di uscita del film, prevista per il 10 luglio 2026.